# NGC 3386
NGC 3386 је елиптична галаксија у сазвежђу Секстант која се налази на NGC листи објеката дубоког неба.
Деклинација објекта је + 4° 59' 57" а ректасцензија 10h 48m 11,8s. Привидна величина (магнитуда) објекта NGC 3386 износи 13,8 а фотографска магнитуда 14,8. NGC 3386 је још познат и под ознакама MCG 1-28-10, CGCG 38-16, NPM1G +05.0271, PGC 32284.